# یوهان شوبر
یوهان شوبر (انگلیسی: Johann Schober؛ ۱۴ نوامبر ۱۸۷۴ – ۱۹ اوت ۱۹۳۲) یک سیاست‌مدار اهل اتریش بود.